# Otrar
Otrar of Utrar (ook wel Farab) is een Centraal-Aziatische ruïne van een stad gelegen langs de zijderoute in het zuiden van Kazachstan (Oblast Zuid-Kazachstan). De stad was gebouwd aan de oever van de benedenloop van de rivier Arys, dicht bij zijn monding in de grote Syr Darja-rivier, 10 km ten westen van het huidige spoorwegstation van Temir (Темір) en nabij de huidige plaats Talapty (Талапты), 57 km ten zuiden van de historisch belangrijke stad Türkistan, 120 km ten noordwesten van de provinciehoofdstad Shymkent.
Otrar was een belangrijke stad voor de geschiedenis van Centraal-Azië, gelegen op de grenzen van de sedentaire en nomadische bevolking. Het was het centrum van een grote oase en een politiek district, een belangrijke verbinding tussen China, Europa en het Midden-Oosten.
Otrar maakte deel uit van Chorasmië, toen Dzjengis Khan in 1219 gezanten zond naar een oostelijke provincie van Chorasmië met de bedoeling om mogelijke handel met het Chorasmische Rijk te bespreken. Toen de lokale gouverneur deze gezanten - die hij beschuldigde van spionage - doodde en hun hoofden terugzond, lokte dit een hevige wraakreactie uit: de start van de Mongoolse invasies in Centraal-Azië van 1220 - 1222. De Mongolen veroverden snel de stad, vermoordden de bevolking ervan en executeerden de gouverneur. Vervolgens trokken Mongoolse horden systematisch door de hoofdsteden van Chorasmië (Boechara, Samarkand, Balch) en Merv); hun verovering leidde tot de ondergang van het Chorasmische rijk.
In de winter van 1405 stierf de Mongoolse krijgsheer Timoer Lenk in Otrar, terwijl hij optrok tegen zijn grootste vijand, Ming-China.
De stad wordt ook wel Farab genoemd, naar de middeleeuwse wetenschapper en filosoof Al-Farabi, die er zou hebben geleefd.